# 蜥虱属
蜥虱（學名Saurophthirus）是一屬已滅絕的跳蚤。
蜥虱長2.5厘米，生存於白堊紀。它們可能像今天蝙蝠上的跳蚤一般吸食翼龍目的血液。

## 大眾文化
在《與恐龍共舞》中也有出現蜥虱，它們正寄生在鳥掌翼龍身上。